# Modus ponendo ponens
Modus ponendo ponens (łac. sposób potwierdzający potwierdzeniem) – tautologia rachunku zdań i analogiczny schemat wnioskowania dedukcyjnego.
Tautologia rachunku zdań mówi, że jeśli uznajemy prawdziwość poprzednika prawdziwej implikacji, to musimy uznać też prawdziwość jej następnika:
{\displaystyle [(p\rightarrow q)\land p]\rightarrow q}
Analogiczny schemat wnioskowania dedukcyjnego ma postać:
Istnieje także reguła dedukcyjna o analogicznej strukturze, zwana regułą odrywania.